# Списи федералиста бр. 9
Списи федералиста бр. 9 (енгл. Federalist No. 9), са насловом Унија као заштита од унутрашњих фракција и побуна (The Union as a Safeguard Against Domestic Faction and Insurrection), јесте политички есеј Александера Хамилтона и девети од Списа федералиста. Први пут је објављен у новинама New York Daily Advertiser и Independent Journal 21. новембра 1787. године, под псеудонимом Публије, који је коришћен за све Списе федералиста. Есеј тврди да велике републике могу постићи стабилност и да не воде неминовно у тиранију, како су веровали његови противници. Изнео је идеје које су постале темељ за Списе федералиста бр. 10, најутицајнији есеј у серијалу.
Списи федералиста бр. 9 били су одговор на антифедералистички аргумент заснован на ставовима политичког филозофа Монтескјеа, који је сматрао да република велика као што су Сједињене Државе не би била одржива. Хамилтон је одговорио другим Монтескјеовим списима, представљајући аргумент да већа република може постојати као конфедерација држава, попут оне предложене у Уставу Сједињених Држава. Хамилтон је правио разлику између потенцијалне америчке републике и пропалих република древне Грчке и Италије, тврдећи да би побуна из једне државе била под контролом осталих, спречавајући да тиранија захвати целу нацију.

## Резиме
Публије тврди да се америчке државе морају ујединити како би избегле неуспехе република старе Грчке и Рима. Он критикује оне који сматрају да републике нису изводљиве, тврдећи да нови развоји у политичкој науци омогућавају успешну републику и да се кроз историју показало да су уније држава користиле својим чланицама. Он наводи поделу власти, систем провера и равнотеже, судску службу током доброг владања и представничку демократију.
Аутор признаје аргумент против устава, који потиче од Монтескјеа, да се само мале републике могу одупрети тиранији. Он одговара да Монтескјеова визија мале републике није применљива на америчке државе, јер би их подела на мање заједнице довела до међусобних ратова или би захтевала да се њима управља под монархијом. Публије цитира други Монтескјеов аргумент како би показао филозофову подршку конфедералној републици која би одговарала већој држави. Аутор наглашава да би таква влада представљала коегзистенцију неколико држава, а не један ентитет. Закључује цитирајући Монтескјеов опис Ликије као успешне конфедералне републике.

## Позадина и објављивање
Списе федералиста бр. 9 написао је Александер Хамилтон. Након Уставне конвенције 1787. године, Хамилтон је сарађивао са Џејмсом Медисоном и Џоном Џејом на писању низа есеја како би објаснили одредбе Устава Сједињених Држава и убедили Њујорк да га ратификује. Ове есеје су објављивали у њујоршким новинама под заједничким псеудонимом Публије. Списи федералиста бр. 9 први пут су објављени у New York Daily Advertiser и Independent Journal 21. новембра 1787, а затим у New-York Packet 23. новембра 1787. Есеј се надовезао на Списe федералиста бр. 6–8, који су се бавили побунама држава, а не унутрашњим фракцијама. Политичка филозофија у време Списа федералиста сматрала је да су републике инхерентно нестабилне. Непосредно пре објављивања Списа бр. 9, Катон из Антифедералистичких списа написао је свој трећи есеј у New-York Journal. Он се позивао на О духу закона француског филозофа Монтескјеа, који је тврдио да велике нације не могу опстати као републике. Монтескје је сматрао да је велика република немогућа јер тако велика група људи не може делити исту културу и вредности. Монтескје је веровао да се воља јавности може утврдити само у малој групи, док ће у великој нацији она бити разводњена међу многобројним грађанима.

## Анализа

### Древне републике
Хамилтон је заузео чврст став на почетку Списа бр. 9, описујући древну Грчку и Рим као пуке „ситне републике” у поређењу са предложеним уставом. Супротстављајући га народима који се сматрају оснивачима западне цивилизације, он је имплицирао да Сједињене Државе стварају потпуно нови тип цивилизације. Ово је био редак случај у Списима федералиста да се на древне републике није гледало с наклоношћу. Хамилтон је описао слабости историјских република како би могао да дистанцира претходне неуспехе од републике коју је желео да створи. Он је навео модерно разумевање политичке науке као предност коју су Сједињене Државе имале у односу на древне републике, укључујући поделу власти и представничку владу. Списи бр. 9 уводе још један политички развој у „проширењу орбите”. Са овом идејом, он представља величину Сједињених Држава као предност, говорећи да државе могу функционисати и као појединачни ентитети и као једна колективна група. За разлику од већине Списа федералиста који имају упозоравајући тон, његове мисли о научном напретку представљају оптимизам изведен из филозофије просветитељства.
Хамилтонов аргумент у Списима бр. 8 делимично је инспирисан Медисоновим коментарима на Уставној конвенцији. Слушајући Медисонове говоре, Хамилтон је у своје белешке записао: „начин да се спречи већина да има интерес да тлачи мањину јесте да се прошири сфера”.

### Монтескје и антифедералисти
Циљ Списа бр. 9 био је да се супротстави аргументу Монтескјеа који су изнели антифедералисти. Ову идеју су снажно заступали аутори Антифедералистичких списа Агрипа, Брут, Катон и Сентинел. Они су веровали да би уједињење држава створило нацију превелику да би била република, наводећи тиранију која се развила како су се Грчка и Рим ширили. Брут је даље тврдио да би било неразумно експериментисати са новим облицима власти, верујући да, ако би се то могло успешно урадити, онда би то већ било учињено.
Списи бр. 9 имају мање оригиналне аргументације, већ се баве анализом аргумената антифедералиста и Монтескјеа. Монтескје је био највише цитирани политички филозоф у Списима федералиста, али су у Списима бр. 9 његове идеје референциране како би се побиле, одбацујући аргумент из ауторитета. Хамилтон је приметио да су америчке државе већ биле веће од древних република и тврдио да, ако би се Монтескјеова анализа могла применити на Сједињене Државе, онда би било шта осим поделе на безброј малих ентитета довело до тога да нација падне у монархију. Један Монтескјеов цитат који је Хамилтон навео предлаже „скуп друштава”, сличан федерализму који је Хамилтон подржавао. Хамилтон је такође представио Монтескјеов предлог да је Ликија била идеал конфедерације са својим градовима различите величине и снаге.

### Облик владавине
Хамилтон је описао добру владу као равнотежу између анархије и тираније, тврдећи да ће нови републиканизам Сједињених Држава бити први облик владавине који ће поуздано одржавати такву равнотежу. Једна од најважнијих сврха предложене владе коју је Хамилтон навео била је спречавање друштвене нестабилности изазване сталном војном претњом између држава. У филозофији Адама Смита, очување стабилности на овај начин директно користи свима у друштву омогућавајући окружење за производњу економске вредности.
Хамилтон је у Списима бр. 9 мање одлучан у вези са снажном централном владом у односу на свој став у претходним списима федералиста, правећи разлику између конфедеративне уније држава и снажне унитарне државе. Као и код одржавања националне владе, Хамилтон је веровао да би само у уједињењу државе могле да се супротставе националној влади уколико би револуција постала неопходна. Позивајући се на Монтескјеа, тврдио је да би унија држава заштитила себе од тираније јер би се сваки тиранин који би стекао утицај у једној држави суочио са противљењем осталих држава.

## Наслеђе
Списи федералиста бр. 9 послужили су као увод у Списе федералиста бр. 10, које је написао Џејмс Медисон и који су постали најпознатији од списа федералиста. Хамилтонов концепт „проширења орбите” у Списима бр. 9 поново је уведен у Списима бр. 10 као „проширење сфере”. Џон Квинси Адамс је поменуо везу између ова два списа док је држао посмртни говор за Медисона. Он их је описао као „супарничке дисертације о фракцији и њеном леку”. Хамилтонов приступ јачању националне владе био је у супротности са Медисоновом републиканскијом наклоношћу. Након Медисонових списа у Списима бр. 10, Хамилтон се још неколико пута враћао на способност владе да сузбије опасне фракције током Списа федералиста.
Медисон се поново осврнуо на идеалну величину републике у Списима федералиста бр. 14, када је рекао да демократија мора бити мала, док република може бити мала или велика, изазивајући антифедералисте који би се позивали на Монтескјеа. Хамилтон је поновио своје уверење да је Ликија била идеална конфедерација у Списима федералиста бр. 16, нудећи префињенију верзију аргумента и додајући Ахајци као још један пример. Још један покушај да се дефинише федералистичка влада учињен је у Списима федералиста бр. 39, али он није у складу са оним изложеним у Списима бр. 9. Додатни есеји у серији наставили су Хамилтонов изазов против антифедералистичких позивања на Монтескјеа.
Други федералисти су учествовали у дебати о Монтескјеу одвојено од Списа федералиста: Америкус се није слагао да се европске филозофије примењују на околности Сједињених Држава, а „Грађанин Америке” је писао да древним републикама недостају основне вредности републиканизма које су имали Американци. Хамилтон је поново писао о питању великих република када је помагао Џорџу Вашингтону у изради његовог Опроштајног говора, иако је Вашингтон одлучио да не укључи тај одломак. Судија Врховног суда Сандра Деј О'Конор цитирала је Списе бр. 9 у случају Heath v. Alabama (1985) како би илустровала специфичне аспекте суверенитета које се очекују од држава, иако то није имало значајан утицај на њену укупну аргументацију. Практична примена политичке науке остаје вечно питање. У Сједињеним Државама, корисност научних тврдњи може бити оспорена религијским аргументима да је наука само још један облик вере или постмодернистичком идејом да не постоји таква ствар као што је научна истина.